# Marguerite d'Autriche (1480-1530)
Pour les articles homonymes, voir Marguerite d'Autriche, Marguerite de Bourgogne et Marguerite de Savoie.
Marguerite de Habsbourg, archiduchesse d'Autriche, née le 10 janvier 1480 à Bruxelles et morte le 1er décembre 1530 à Malines, fille de Maximilien d'Autriche, chef de la maison de Habsbourg, et de Marie de Bourgogne, fille de Charles le Téméraire, a successivement été princesse de Bourgogne, fille de France, infante d'Espagne et duchesse de Savoie.
Fiancée au dauphin Charles, fils de Louis XI, après le traité d'Arras (1482), elle voit, après plusieurs années passées à la cour de France, ses fiançailles rompues, Charles VIII ayant décidé d'épouser la duchesse Anne de Bretagne afin d'empêcher Maximilien de devenir duc de Bretagne. Elle quitte la cour de France en emmenant sa dot (traité de Senlis, 1493). Les deux mariages qu'elle contracte ensuite s'achèvent par un veuvage prématuré : avec Jean d'Aragon (1478-1497), puis Philibert II de Savoie (1480-1504).
Tante de Charles de Habsbourg (1500-1558), futur empereur Charles Quint (1520), elle en devient alors la tutrice et l'éducatrice à Bruxelles, la mère de Charles résidant en Espagne, et assure pendant sa minorité la régence des Pays-Bas à la place de Maximilien ; après l'intronisation de Charles comme souverain des Pays-Bas, puis roi de Castille et roi d'Aragon (1516), elle devient gouverneur général des Pays-Bas, avec le titre de « gouvernante ».
Elle est particulièrement connue pour avoir négocié avec la mère de François Ier, Louise de Savoie, qui était sa belle-sœur, le traité de Cambrai, dit « paix des Dames », mettant fin à la participation de la France à la septième guerre d'Italie (1526-1530).

## Biographie

### Première enfance (1480-1482)
Petite-fille du dernier duc de Bourgogne de la maison de Valois, Charles le Téméraire (1433-1477), elle est le second enfant de l'empereur Maximilien Ier et de Marie de Bourgogne, qui se sont mariés en 1477, après la mort de Charles.
Lors de son baptême à la cathédrale Saints-Michel-et-Gudule, elle reçoit le prénom de sa marraine, Marguerite d'York (1446-1503), veuve de Charles le Téméraire.
Elle passe les deux premières années de sa vie à Bruxelles, capitale du duché de Brabant, aux côtés de sa mère et de son frère Philippe (1478-1506), futur roi de Castille par son mariage avec Jeanne de Castille.

### Orpheline de mère (1482)
Marie de Bourgogne meurt le 27 mars 1482 des suites d’une chute à cheval.
Maximilien Ier tente d'assumer la régence des Pays-Bas au nom de Philippe, mais il est perçu comme un prince étranger par les villes flamandes, qui obtiennent de force la tutelle des deux enfants princiers et décident de s'allier plutôt au roi de France.

### Le projet de mariage français

#### Les fiançailles avec le dauphin Charles (1482)
Après la mort de Charles le Téméraire (5 janvier 1477), le conflit engagé depuis plusieurs années avec la France se prolonge en une guerre de Succession de Bourgogne, au cours de laquelle Louis XI occupe le duché de Bourgogne (Dijon) et quelques autres fiefs français (Auxerrois, Charolais), puis la comté de Bourgogne (Dole), qui est une terre d'Empire.
Après la naissance de Marguerite, il propose de négocier en mariant le dauphin Charles à Marguerite, qui apporterait en dot les territoires occupés par la France. Une trêve est conclue en août 1480.
La guerre reprend après la mort de Marie de Bourgogne, Louis XI profitant de la faiblesse de la position de Maximilien. Il occupe l'Artois (fief français). Maximilien, menacé d'une invasion des Pays-Bas, est contraint de négocier et cela aboutit au traité d'Arras du 23 décembre 1482, qui acte les fiançailles des deux enfants, avec l'apport des territoires occupés en dot. C'est une lourde défaite pour la maison de Habsbourg, désormais responsable des Pays-Bas bourguignons.
Ce traité, qui met fin à quinze ans de guerre, est bien accueilli par les populations, victimes d'un très long conflit

#### Le séjour en France (1483-1491)

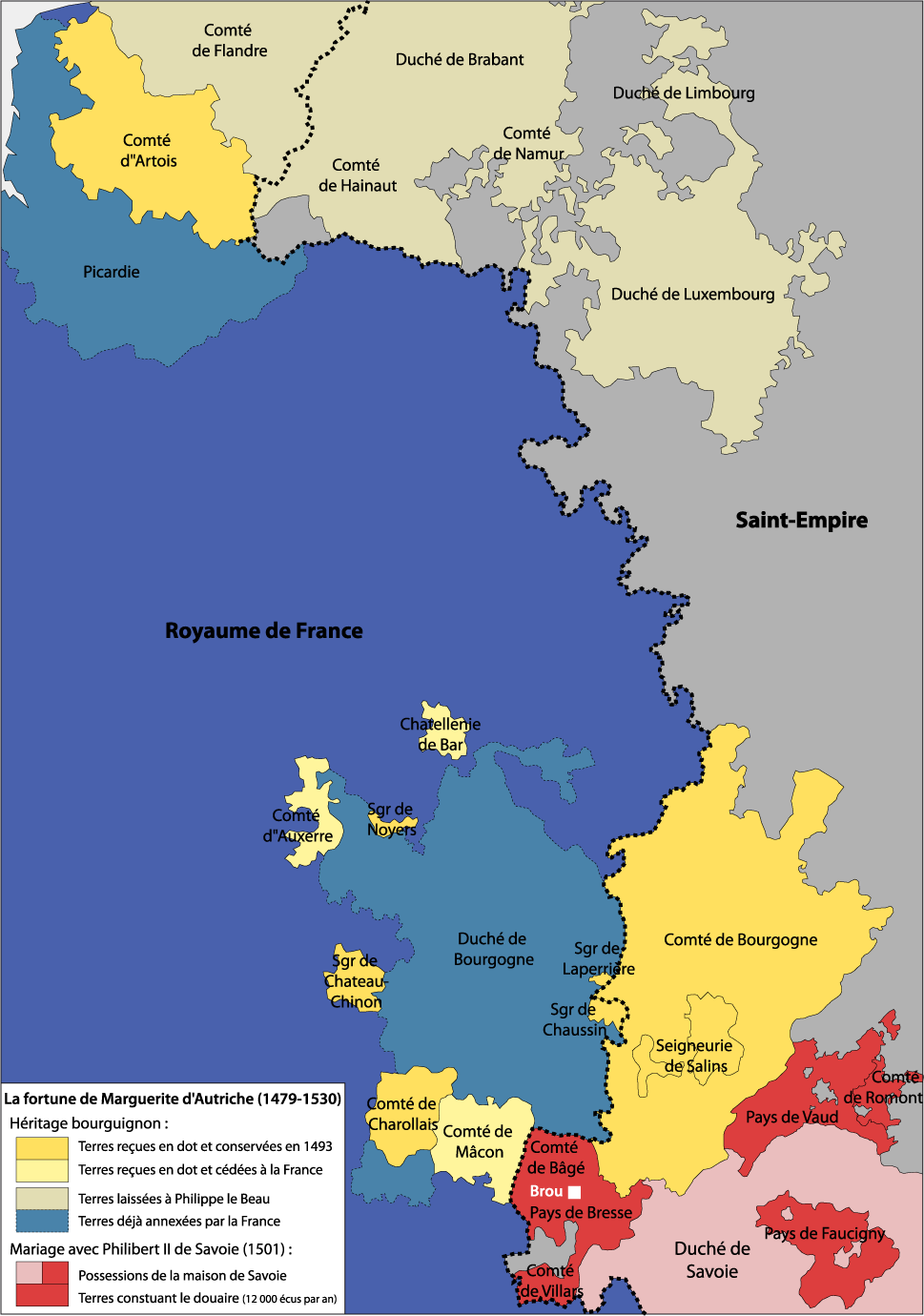
Biens de Marguerite d'Autriche entre les traités d'Arras (1482) et de Strasbourg (1505).

Conformément aux usages, la fiancée doit venir habiter près du fiancé : le 24 avril 1483, à l'âge de 3 ans, la petite Marguerite quitte Bruxelles avec son escorte bourguignonne. Arrivée à Hesdin (Artois), elle rencontre Anne de France, fille de Louis XI, et par son mari, Pierre II de Bourbon, sire de Beaujeu. Louis XI est alors proche de sa fin (30 août 1483), et Anne va devenir régente du royaume.
Elle est ensuite conduite à Amboise, où les fiançailles avec le dauphin (âgé de 13 ans) sont célébrées le 22 juin.
Elle est élevée au château de Plessis-lèz-Tours en tant que « fille de France ». Sa gouvernante est Madame de Segré, sous la houlette de la régente Anne de France. Surnommée la « petite reine » et entourée de beaucoup d'égards, de tendresse et de soins, Marguerite reçoit une éducation soignée centrée sur les langues et les arts. Elle a pour compagne de jeux la princesse Louise de Savoie, fille du duc Philippe de Savoie et de Marguerite de Bourbon, morte en 1483. Son fiancé lui manifeste de la tendresse et elle s'éprend de lui.

#### Le problème de la succession de Bretagne (1488-1491)
Durant ces années, Maximilien poursuit le conflit sous des formes larvées : aide aux féodaux révoltés contre la régente (guerre folle, 1485-1488), notamment le duc de Bretagne François II. Il lui propose d'épouser sa fille et héritière présomptive, Anne (1477-1514). Mais l'armée française remporte des victoires décisives en Bretagne (Saint-Aubin-du-Cormier, 28 juillet 1488) et François II meurt peu après (9 septembre), alors qu'Anne n'a que 9 ans.
Pour le roi de France, il est difficile d'admettre une alliance matrimoniale entre la Bretagne et la maison de Habsbourg. Une solution simple est que Charles VIII l'épouse : dès 1488, des bruits courent en France sur une éventuelle annulation des fiançailles avec Marguerite, au profit d'Anne. Cependant, en octobre 1490, Charles rassure Marguerite à propos de son engagement envers elle en prêtant serment sur les Évangiles. Marguerite est alors sûre d'être reine, et pour la conforter, Charles fait peindre son portrait par Jean Bourdichon, peintre officiel de la cour.
Le 19 décembre 1490, un mariage par procuration entre Anne de Bretagne et Maximilien d'Autriche a lieu à l'instigation de la cour de Bretagne. Les relations diplomatiques se tendent entre le royaume de France et Maximilien.
Occupant les grandes villes de Bretagne, Charles VIII propose plusieurs prétendants[réf. nécessaire] à Anne de Bretagne à la place de Maximilien. Finalement, le 17 novembre 1491, il se résout à répudier Marguerite afin d'épouser Anne de Bretagne. Marguerite, meurtrie, gardera toute sa vie une profonde rancœur à l'égard de la France[réf. nécessaire].

#### L'annulation et ses suites (1491-1493)
Le 25 novembre, lors d'une rencontre à Baugé, en Anjou, Charles lui signifie la rupture des fiançailles (il « prend congé » d'elle). L'annulation officielle a lieu en décembre. À partir du début 1491, elle n'est plus traitée comme la future reine.
Elle demeure cependant encore deux ans en France : en effet, c'est le traité d'Arras tout entier qui est remis en cause et de longues discussions sont nécessaires avant d'arriver à un accord, le traité de Senlis, signé le 23 mai 1493.
Le roi de France s’est montré réticent à rendre Marguerite à son père car il ne voulait abandonner « fille ne fillette, ville ne villette » ("ni fille, ni fillette, ni ville ni petite ville", allusion à la dot territoriale de Marguerite que le roi aurait souhaité conserver)
Marguerite est restituée à son père avec une grande partie de sa dot : comté de Bourgogne, Artois, Charolais, notamment. Le traité de Senlis est donc un succès pour Maximilien par rapport au traité d'Arras, mais il perd toute possibilité d'agir dans le duché de Bretagne.
Elle reprend donc le chemin des Pays-Bas où elle est accueillie en grande pompe, sa marraine Marguerite d'York ayant largement participé aux dépenses nécessaires à l’accueil d'une princesse de son rang, afin de compenser l'humiliation d'une répudiation.
Cambrai est la première ville qui accueille la princesse par des « Noël » selon l’usage, mais Marguerite, âgée de 13 ans, répond : « Ne criez pas "Noël !", mais "Vive Bourgogne !" ».

### Deux mariages éphémères

#### Jean d'Aragon

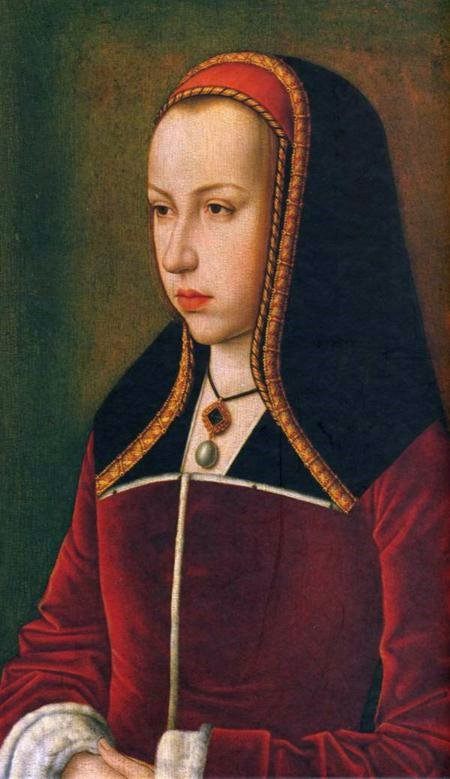
Marguerite d'Autriche (vers 1495).

Marguerite est encore en âge de se marier puisqu'elle n'a que 13 ans. Maximilien, qui est devenu « roi des Romains » en 1493, se rapproche des rois catholiques, Isabelle de Castille et Ferdinand d'Aragon, et négocie avec eux les mariages de son fils Philippe avec Jeanne de Castille et de Marguerite avec l'infant Jean d'Aragon, héritier des couronnes de Castille et d'Aragon. Il s'agit encore de trouver des alliances de revers contre la France.
Une fois l'infante Jeanne arrivée aux Pays-Bas, l'archiduchesse Marguerite part pour l’Espagne par mer à la fin de 1496.
Pendant la traversée de Flessingue à La Corogne, son vaisseau est pris dans une forte tempête et la princesse compose un distique ironique pour lui servir d'épitaphe : « Ci-gît Margot, la gente demoiselle, Qu'eut deux maris et si [pourtant] mourut pucelle ».
Lorsqu'elle débarque, l'infant tombe sous le charme de sa fiancée. Le mariage a lieu le 3 avril 1497 à la cathédrale de Burgos. Leur lune de miel ne dure malheureusement que six mois : Jean, de santé fragile, meurt le 4 octobre 1497. Isabelle de Castille et Ferdinand d'Aragon sont bouleversés par la mort de leur fils. Marguerite étant enceinte, ils espèrent cependant la venue d'un nouvel héritier. Mais elle accouche d’un enfant mort-né.
Marguerite, effondrée, demeure encore deux ans en Espagne, puis rejoint Bruxelles en 1500 pour assister au baptême de son neveu et filleul, Charles, né à Gand, dans le comté de Flandre. Elle n'a alors que 20 ans.
Entretemps, Charles VIII est mort accidentellement en 1498, à 27 ans.

#### Philibert de Savoie
Elle réside quelques mois aux Pays-Bas pendant que son frère et son père cherchent à la marier de façon avantageuse pour la maison de Habsbourg.
Leur choix se porte sur Philibert II, duc de Savoie, dit « Philibert le Beau », âgé de 20 ans. Ses territoires, le duché de Savoie et la principauté de Piémont, se trouvent dans l'Empire, à la frontière entre la France et les principautés italiennes, dont certaines sont revendiquées par les rois de France depuis le début des guerres d'Italie en 1494, au détriment des Habsbourg, mais aussi de la couronne d'Aragon dont Jeanne, épouse de Philippe le Beau, est devenue héritière présomptive.
Le mariage a lieu le 3 décembre 1501 et c'est une réussite. Philibert lui fait découvrir les joies de la chasse, des joyeuses entrées dans les villes, comme à Bourg en 1502, ainsi que les subtilités de la politique. En effet, Philibert est peu intéressé par le gouvernement de son duché et est prêt à laisser Marguerite s’en occuper.
Elle oriente la politique du duché dans le sens des intérêts de son père et de son frère. La Savoie sort de l'orbite française pour entrer dans celle de la maison de Habsbourg.
Lorsqu'elle est certaine d'avoir la confiance de son époux, Marguerite engage ouvertement la lutte contre son demi-frère, René, dit « le Grand Bâtard de Savoie » (1473-1525), auquel le duc, moins âgé, a laissé jusque là une place prépondérante dans le gouvernement de ses États. Le souhait du peuple et du clergé encourage Marguerite à reprendre les rênes car René de Savoie multiplie les exactions et les dilapidations et est doté d'un caractère excessivement autoritaire et vindicatif. Par l’entremise de son père, empereur et donc suzerain du duché de Savoie, Marguerite fait annuler l'acte de légitimation de René signé par le duc précédent Philippe en 1496, et confirmé par Philibert en 1499. René de Savoie se réfugie à la cour de France.
Le 2 mai 1502, Marguerite et Philibert s'installent à Pont-d'Ain, dans un château construit à la pointe méridionale de la chaîne du Revermont et d'où on découvre au sud un décor de montagnes grandiose et harmonieux.
Le chroniqueur Jean Lemaire de Belges fait un tableau du couple princier, vivant une existence large et agréable où se combinent à la fois le soin des affaires publiques, surtout pour Marguerite, et les divertissements de la chasse, du jeu, des joutes et de la bonne chère, qui occupe le plus clair du temps du duc :
« Un prince à la fleur de sa jeunesse, distingué par sa force et sa beauté, possédant de grands biens, ayant la paix dans l'accomplissement de ses désirs, craint par ses ennemis, honoré par ses amis, aimé et servi par tous ses sujets, et pour l'accomplissement de sa félicité, comblé de faveur par les dieux qui lui envoyent comme épouse et compagne une précieuse fleur du ciel nommée Marguerite, la plus illustre dame du monde, quelle que soit sa circonférence ; très digne fille de S.M. César-Auguste, du plus invincible roi Maximilien. »
Mais ce bonheur est éphémère : Philibert meurt le 10 septembre 1504, à 24 ans, des suites d'un accident de chasse. Ainsi, à 24 ans, Marguerite est veuve pour la deuxième fois, sans enfant.
Par la suite, elle refuse de se marier de nouveau, malgré les propositions faites par son père et son frère. La négociation la plus concrète a lieu avec la cour d'Angleterre, en vue d'un mariage avec Henri VII Tudor. Mais Marguerite fait face à l'Empereur et refuse catégoriquement de l'épouser, préférant porter le deuil de Philibert pendant ses vingt-cinq dernières années.

#### Un monument commémoratif: le monastère de Brou
Pendant deux ans encore, elle reste en Savoie en tant que duchesse douairière, le duché étant gouverné par son beau-frère Charles II.
Reprenant un vœu de sa belle-mère, Marguerite de Bourbon (1438-1483), qui avait envisagé d'ériger un monument pour son époux Philippe II, elle décide de consacrer les moyens importants dont elle dispose à la construction du monastère royal de Brou.
Construit à Bourg-en-Bresse, ville proche du royaume de France, le monastère de Brou est le témoin d'une volonté de Marguerite de renforcer les liens entre la Savoie et les terres bourguignonnes et de prendre ses distances avec la France. L'édifice s'inspire de l’oratoire ducal de la chartreuse de Champmol à Dijon, capitale du duché de Bourgogne perdu depuis la mort de Charles le Téméraire. Il célèbre les origines bourguignonnes de Marguerite et marque son regret de la perte du duché.
La construction débute en 1506 et s'achève en 1512. Par la suite, l'église est agrandie de 1513 à 1532 par l'architecte Louis van Bodeghem. Marguerite choisit les chefs de chantiers, les peintres, les sculpteurs. Elle fait appel à des artistes d'Europe du Nord, ce qui explique qu'au début du XVIe siècle apparaisse un monument qui est un joyau du style gothique flamboyant, à la haute toiture de tuiles vernissées et colorées. Tombeaux, retables, statues et stalles en font un remarquable « musée » de la sculpture flamande du XVIe siècle. Le chœur est la partie essentielle de l'église : toute la splendeur décorative y est concentrée, du sol aux voûtes, autour des tombeaux et dans la chapelle de Marguerite d'Autriche.
Dans les années 1520, Marguerite décide de construire de nouveaux appartements à Brou, plus grands que ceux qu’elle occupe à Malines, dans le duché de Brabant. Cet aménagement en dit long sur son intention de passer à Brou les derniers moments de sa vie, après son retrait de la vie politique. Mais elle n’aura pas l’occasion d’en profiter pleinement puisqu’elle meurt avant la fin des travaux.

### Retour aux Pays-Bas (1506-1530)

#### Seconde mère des enfants de son frère

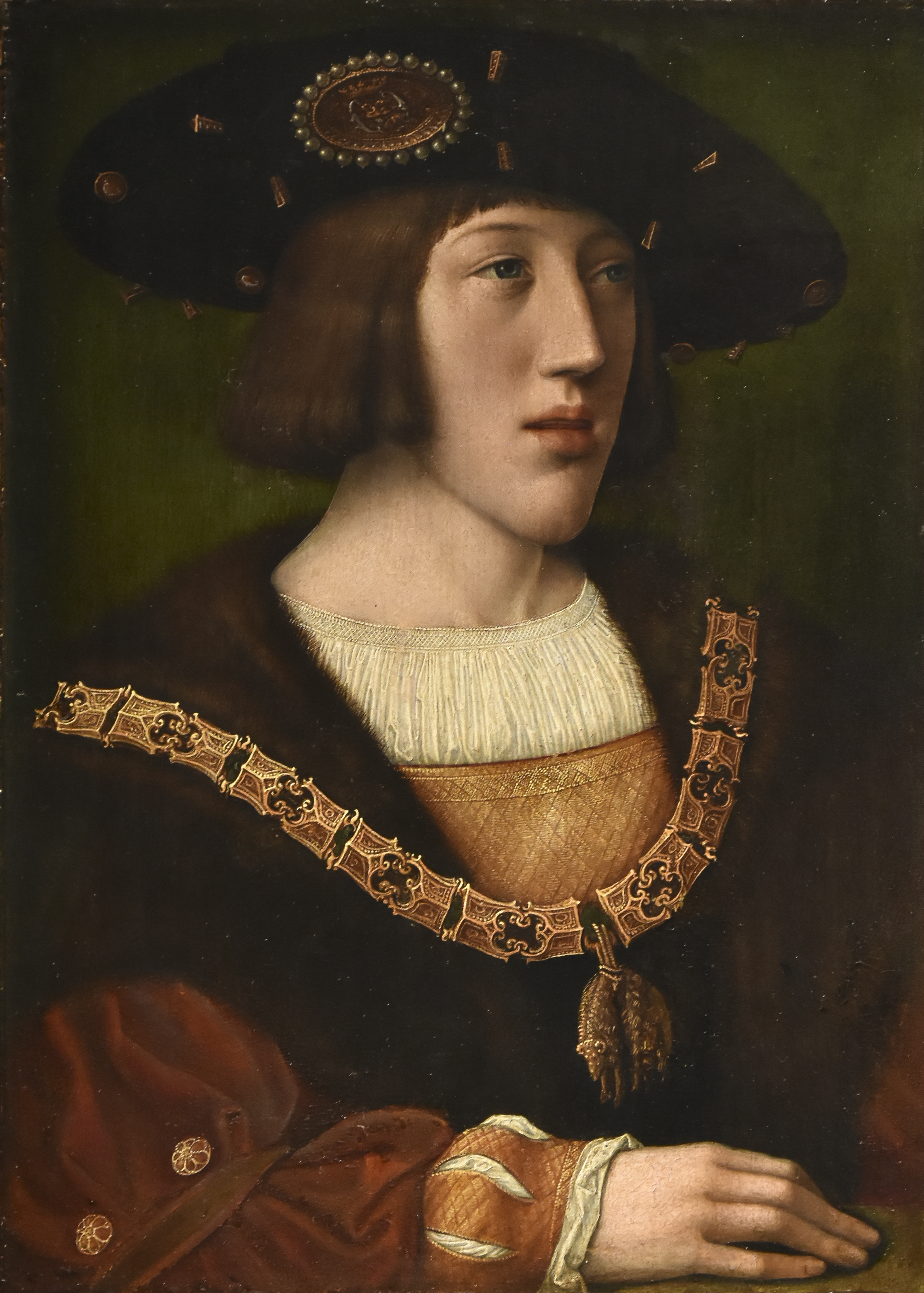
, le neveu adolescent et roi que Marguerite fit empereur.

Les Pays-Bas bourguignons.

Le 25 septembre 1506, Philippe le Beau, devenu roi consort de Castille, meurt à Burgos de façon inattendue. Son épouse Jeanne de Castille attend un enfant, qui naît en janvier 1507 à Torquemada, Catherine. Mais même après son accouchement, Jeanne, choquée par la mort de Philippe, refuse de se séparer de lui et sombre dans une forme de démence. Catherine et son frère Ferdinand, né en 1503 à Alcalá de Henares, restent cependant en Espagne, Catherine auprès de sa mère, Ferdinand auprès de son grand-père Ferdinand d'Aragon.
Mais quatre autres enfants se trouvent aux Pays-Bas, où ils sont nés : Éléonore (née en 1498 à Louvain), Charles (né en 1500 à Gand), Isabelle (née en 1501 à Bruxelles) et Marie (née en 1505 à Bruxelles).
Maximilien rappelle alors Marguerite, afin de remplacer Jeanne de Castille dans l'éducation de ces quatre enfants.
Après la mort d'Isabelle en 1526, elle prendra aussi ses enfants en charge.

#### La régente des Pays-Bas des Habsbourg
En plus de ce rôle de mère de substitution, elle est chargée par Maximilien, le 18 mars 1507, de la régence des Pays-Bas au nom de Charles, héritier de Marie de Bourgogne, avec le titre de « gouvernante ». Son pouvoir s'exerce sur les provinces des Pays-Bas détenues par la maison de Bourgogne jusqu'en 1482 et passées ensuite à la maison de Habsbourg (Philippe le Beau), notamment le Brabant, la Flandre, l'Artois, la Hollande et la Zélande.
Elle choisit de résider à Malines, dans le duché de Brabant, suivant l'exemple de Marguerite d'York. Elle y entretient une cour où elle rassemble les grands artistes, peintres, poètes et auteurs de l'époque.
Elle dirige d'une main ferme ces provinces, riches mais turbulentes. Elle joue aussi un rôle important dans la politique internationale de l'époque. Tous la respectent et recherchent son alliance. Marguerite met en place des ligues contre la France, mais réaliste, elle est parfois prête à baisser sa garde pour choisir la voie de la négociation (ainsi en 1514)[réf. nécessaire]. Dans cette politique typiquement bourguignonne, elle s'oppose au « parti français », dominé par la maison de Croÿ.
En 1515, pressé par une inextricable affaire de complot en Aragon impliquant ses deux grands-pères, Maximilien et Ferdinand, les chevaliers de l'ordre de la Toison d'or, au premier desquels Don Juan Manuel de Belmonte et son précepteur[réf. nécessaire], Guillaume de Croÿ, Charles demande son émancipation et obtient des États généraux la reconnaissance de son avènement à la tête des Pays-Bas bourguignons.
Le 12 janvier 1519, à la mort de Maximilien Ier, Charles devient chef de la maison de Habsbourg et brigue la couronne impériale, qui est élective. La tradition veut que le chef de la maison de Habsbourg soit élu sans problème par les sept princes-électeurs, mais dans ce cas précis, un autre candidat se présente, le roi de France, François Ier. La préparation de l'élection va donner lieu à de nombreux cadeaux aux électeurs. Charles est finalement élu, en partie grâce à l'aide de sa tante qui a levé des fonds à cette fin.
Après cela, il confirme Marguerite comme gouvernante des Pays-Bas, charge qu'elle va conserver jusqu'à sa mort, malgré sa propension à s'entourer de conseillers savoyards, bressans ou franc-comtois, notamment Nicolas Perrenot de Granvelle, ce que les grandes familles néerlandaises lui reprochent.
Les années 1520 sont marquées par deux guerres entre Charles Quint et François Ier, fils de Louise de Savoie (sœur de Philibert II), avec qui elle a grandi à la cour de France : la sixième guerre d'Italie (1521-1525), marquée par la défaite française de Pavie, et la septième (1526-1530).
Afin de mettre fin à cette rivalité sans fin, Marguerite communique régulièrement avec Louise de Savoie et elles finissent toutes deux par se revoir afin de trouver un accord, une alliance. Ainsi, Marguerite est connue comme une des principales instigatrices de la paix des Dames ou paix de Cambrai, signée le 5 août 1529 avec Louise de Savoie. Toutes deux comme représentantes respectives de Charles Quint et de François Ier de France. Cette paix réjouit les deux peuples. Quelque temps après la paix des Dames, ces deux grandes femmes meurent et laissent derrière elles une nouvelle vision de la femme au pouvoir, qui participe réellement au gouvernement et apporte la paix par moyen de diplomatie, tentant d'éviter toute guerre inutile.
En 1527, Marguerite désigne Jean Bonnot,, seigneur de Cormaillon, petit-fils de Jean Bonnot, maître des comptes des ducs de Bourgogne, comme écuyer tranchant jusqu'à sa mort. Puis Jean Bonnot sert comme maréchal général des logis de la reine douairière de Hongrie et de Bohème.

#### Une riche mécène

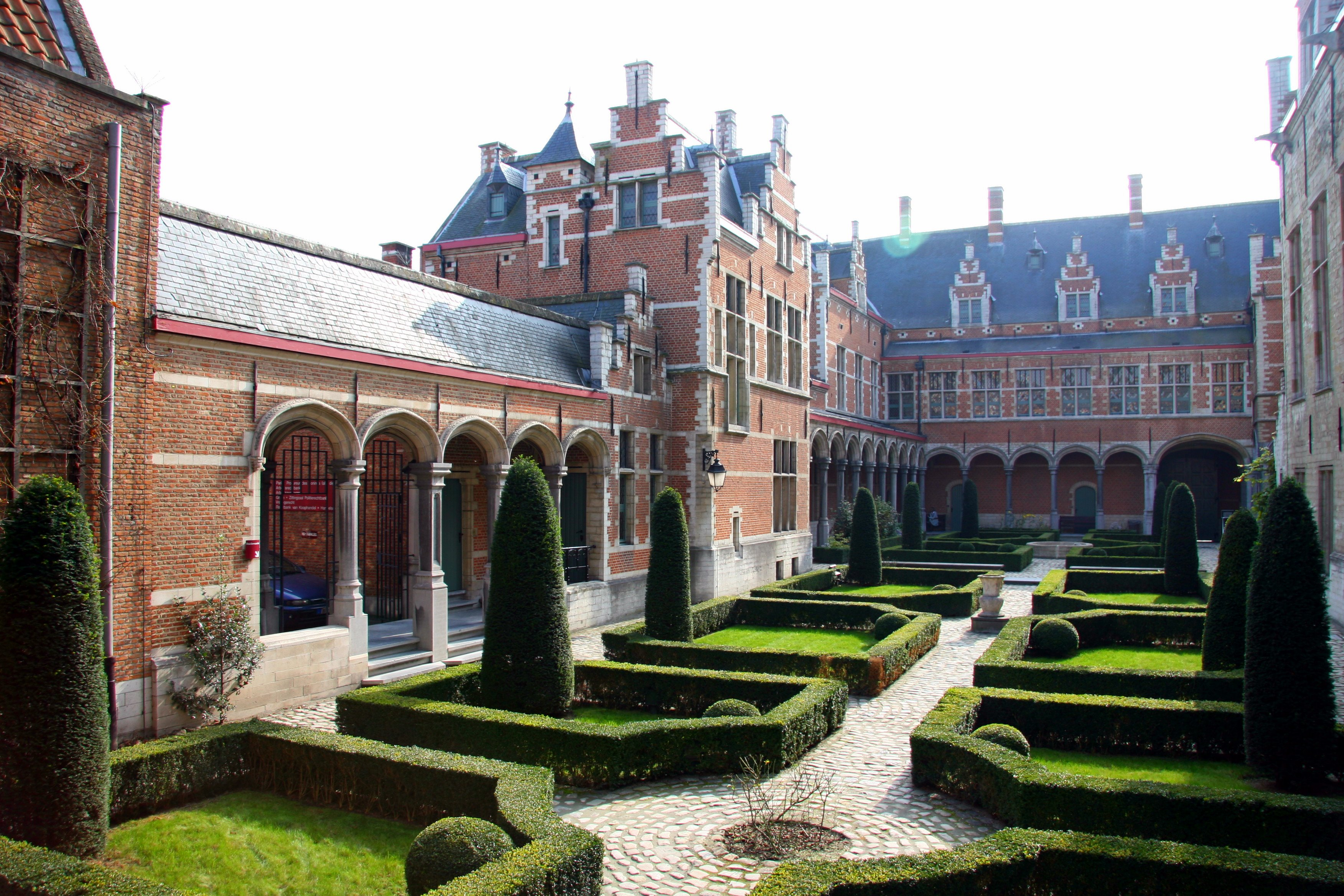
Le palais de Marguerite à Malines.

Du fait de ses fiançailles et de ses mariages, Marguerite a accumulé une fortune considérable. En vertu du traité d'Arras (fiançailles), sa dot est constituée par les comtés d'Artois, d'Auxerre, de Bourgogne, de Charolais, de Mâcon, et plusieurs seigneuries en Bourgogne, dont celle de Salins, dont le traité de Senlis (rupture des fiançailles) lui laisse une grande partie à titre viager. Lors de son mariage avec l'infant Jean d'Aragon, elle reçoit un douaire en rentes de la couronne de Castille, qui lui assurent un revenu de vingt mille écus par an. Enfin, son mariage avec le duc de Savoie lui vaut un douaire de douze mille écus par an, assis, après le traité de Strasbourg (1505), sur les comtés de Bâgé, de Romont et de Villars, ainsi que la souveraineté à titre viager sur les pays de Bresse, de Vaud et de Faucigny. Par ailleurs, elle reçoit en cadeaux de son époux Philibert II puis de son neveu Charles, des domaines aux Pays-Bas, notamment à Malines.
Cette fortune considérable la met à l'abri du besoin et lui permet de mener une politique de mécénat intense.
Sa cour de Malines, est un des centres de la Renaissance en Europe du Nord. Elle soutient des écrivains (Érasme, Jean Louis Vivès, Cornelius Agrippa, Jean Lemaire de Belges), des musiciens (Josquin des Prés, Pierre de La Rue), des peintres comme Pieter van Coninxloo (en), Nicolas Rombouts et Bernard van Orley.
Dans sa collection d'art, elle rassemble pas moins de cent soixante-seize peintures, cent-trente tapisseries, sept images brodées, cinquante-deux sculptures et quarante-six objets contenant de l’or, de l’émail et/ou des pierres précieuses.
La peinture, la tapisserie et le vitrail prennent un nouvel essor grâce à ses commandes (verrières de la collégiale Sainte-Waudru de Mons, de l'église Saint-Gommaire de Lierre et de la cathédrale Saints-Michel-et-Gudule de Bruxelles ; nombreuses tapisseries aux mille-fleurs, série des Neuf vertus, dite également des Honneurs). Son château à Malines (Hof van Savoye, l'actuel palais de justice) témoigne d'une esthétique mêlant subtilement les éléments traditionnels du gothique brabançon et de la Première Renaissance. Son jardin à l'italienne, notamment, représente une véritable révolution dans les palais de l'époque.
Véritable mécène, elle s’intéresse à la fois à l’art religieux et à l'art profane. Il est très fréquent pour les veuves, couramment associées à une image de dévotion, d’avoir recours à un patronage religieux. Mais Marguerite d’Autriche ne néglige pas l’aspect séculier de l’art, s’intéressant particulièrement à l’Antiquité et à la mythologie, et par ce biais, à l’art de la Renaissance. Elle apporte ainsi du changement à la cour de Bourgogne.
Elle semble parfaitement consciente du pouvoir que les images peuvent avoir sur les esprits et n’hésite pas à se faire représenter à l’égal des princes de son entourage. Dans une généalogie commandée à Jean Franco pour son neveu, elle est représentée comme un membre à la tête de la famille des Habsbourg[pas clair]. Elle est la seule femme dont le portrait se retrouve parmi les autres souverains, Maximilien d’Autriche, Philippe le Beau, Charles Quint, etc. En outre, sa biographie et son portrait tiennent autant de place que ceux de ses proches masculins. Elle est représentée avec le chapeau des archiducs[réf. nécessaire] pour mettre l’accent sur son importance dans la maison de Habsbourg.
Sa bibliothèque, qui comporte trois cent quatre-vingt-six livres dont trois cent quarante manuscrits et quarante-six imprimés, reflète son grand intérêt pour l’écrit et nous permet d’appréhender ses centres d’intérêts, ses rêves, ses joies et ses peines[réf. nécessaire]. Elle révèle la pensée intime de Marguerite, ainsi que sa pensée politique.

#### «Fortune infortune fort une»
Hésitant entre différentes devises comme Perfant altissima venti, Spoliat mors munera nostra, Manus Domini protegat me, Marguerite d’Autriche se décide en 1506 pour « Fortune infortune fort une » ou Fortuna infortunat fortiter unam, à la suite de la mort de son frère.
Cette devise a été interprétée différemment en fonction de la façon dont elle est analysée.
La première interprétation consiste à mettre en avant l’alternance entre la fortune et l’infortune. La vie est dès lors faite de malheurs et de bonheurs, comme l’a été la vie de Marguerite. En effet, elle est fortunée d’être née dans une famille aussi prestigieuse, mais elle est infortunée dans ses mariages.
Ensuite, on peut l’analyser en insistant sur un mot en particulier : « Fortune infortune FORT une », qui se comprend comme suit : le sort (Fortune) met dans le malheur (l’infortune) fort une femme (Marguerite), ou encore le destin accable fort une personne. Les malheurs de Marguerite ne sont pas reprochés à Dieu mais bien à Fortune, au destin.
Enfin, la dernière proposée est une hypothèse qui dit que l’alternance de la fortune et de l’infortune touche tout le monde, sauf (fort) une, Marguerite, qui se trouve au-dessus de cela, ayant déjà survécu à Fortune.
L'interprétation la plus communément admise et la plus plausible semble être la seconde.
Témoignant de son importance aux yeux de Marguerite d’Autriche, sa devise se retrouve sur tous les manuscrits qu’elle commande pour sa bibliothèque. On la retrouve également sculptée sur son tombeau au monastère de Brou.
Marguerite d’Autriche se sert du thème de la Fortune comme devise afin de mettre en avant les nombreux malheurs qu’elle a déjà endurés au cours de sa vie (entre 1480 et 1506), se présentant ainsi comme un exemple moral, un exemple d’humilité à suivre. En insistant sur ses souffrances et son éternelle fidélité à Dieu à travers l’usage de ses nombreuses vertus pour combattre Fortune, Marguerite met en place une légitimité de son pouvoir, au service de son père dans un premier temps, de son neveu ensuite. Elle semble présenter et construire son personnage politique autour de cette notion.

#### Marguerite «la grande»
Elle meurt le 1er décembre 1530, d'une blessure au pied qu'elle se serait faîte à cause d'un éclat de verre. La blessure se gangréna et ses médecins multiplièrent les saignées afin de "soulager ses humeurs". Celles-ci furent inefficaces, alors la décision fut prise d'amputer Marguerite. Malheureusement, il semblerait que les médecins aient mal dosé la quantité d'opium utilisée pour endormir la princesse, ce qui eut pour effet qu'elle ne se réveilla jamais,. Sa dépouille est portée au monastère de Brou en mai 1532 où elle se retrouve aux côtés de son mari.
Au cours de sa vie, Marguerite d’Autriche a endossé de nombreux qualificatifs et rôles qu’elle n’a pas toujours choisis ; d’abord « orpheline » à trois ans, puis dauphine, reine de France, répudiée, future reine d’Espagne, veuve, duchesse de Savoie, veuve, puis mère de substitution, gouvernante des Pays-Bas et enfin, régente. La vie de Marguerite est ainsi ponctuée de nombreux rebondissements et elle n’a pas toujours eu la possibilité d’influer sur sa destinée mais, lorsque son père lui confie les rênes des Pays-Bas, Marguerite peut enfin mettre en avant tous ses atouts et occuper une réelle fonction politique.
Malgré les nombreux obstacles rencontrés au cours de sa vie, Marguerite fait preuve de résilience et, ne se contentant pas seulement d’exceller en politique, elle incarne une femme de la Renaissance, intéressée par la littérature, la musique et les arts qu’elle protège à la cour de Malines. Le Habsbourg sont baignés dans la musique depuis leur berceau ; Marguerite joue de plusieurs instruments : orgue, clavecin, épinette.

## Portraits

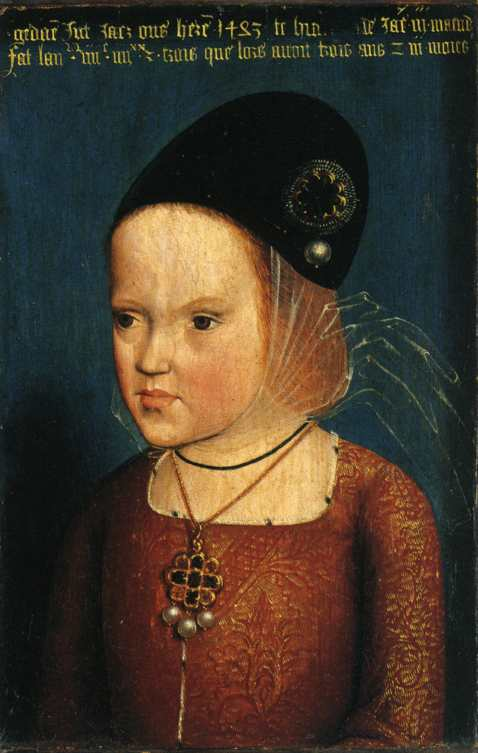
Marguerite en 1483.
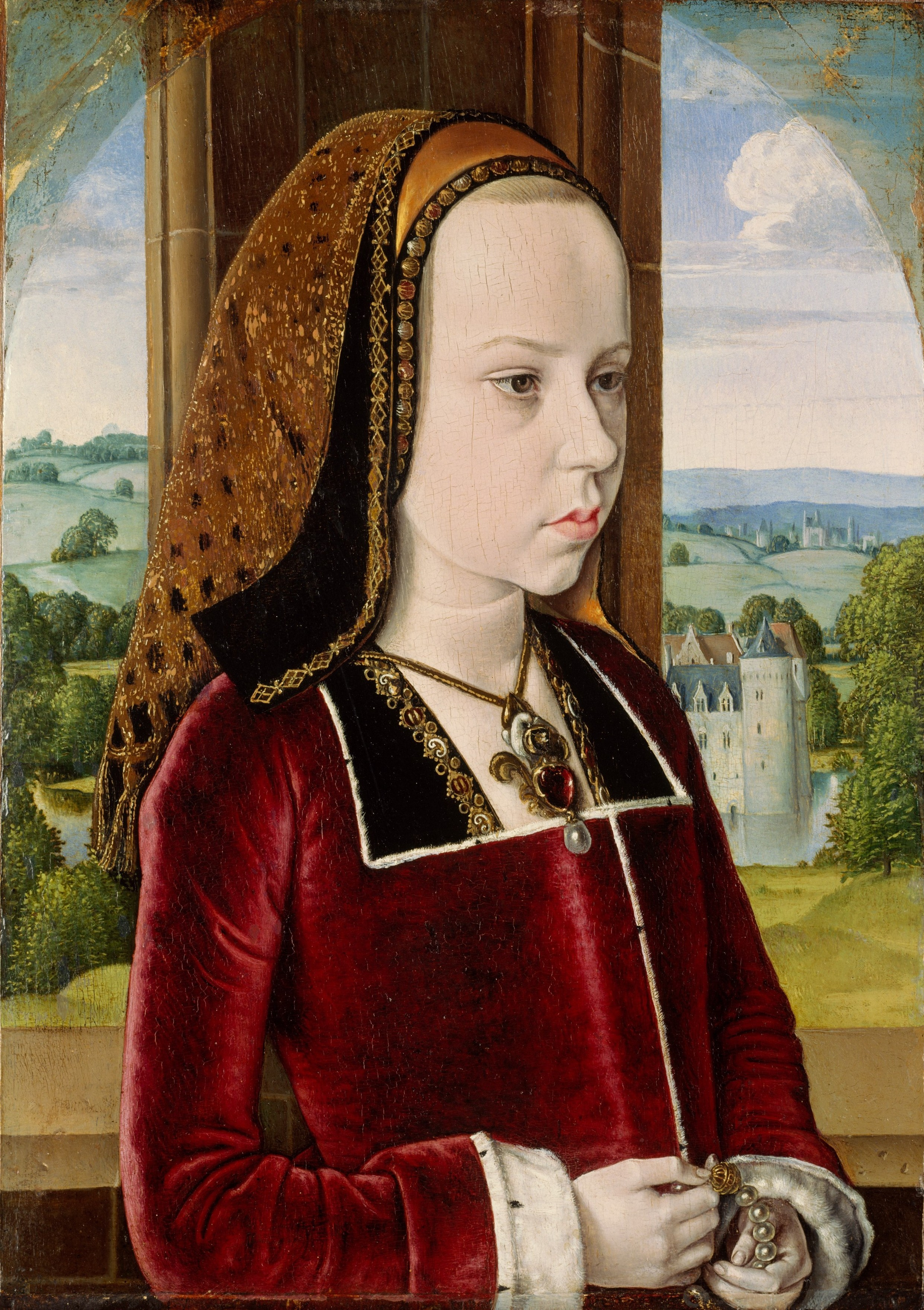
Marguerite vers 1490 – Jean Hey.
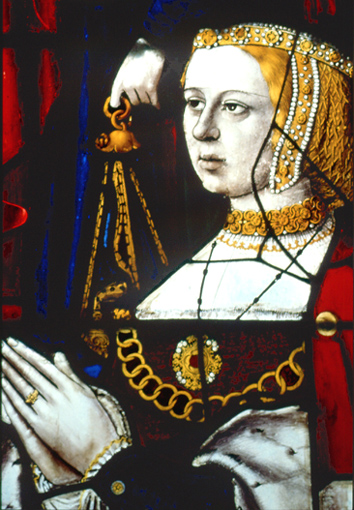
Marguerite en prière, détail du vitrail de l'Assomption de la Vierge. Église du monastère royal de Brou.
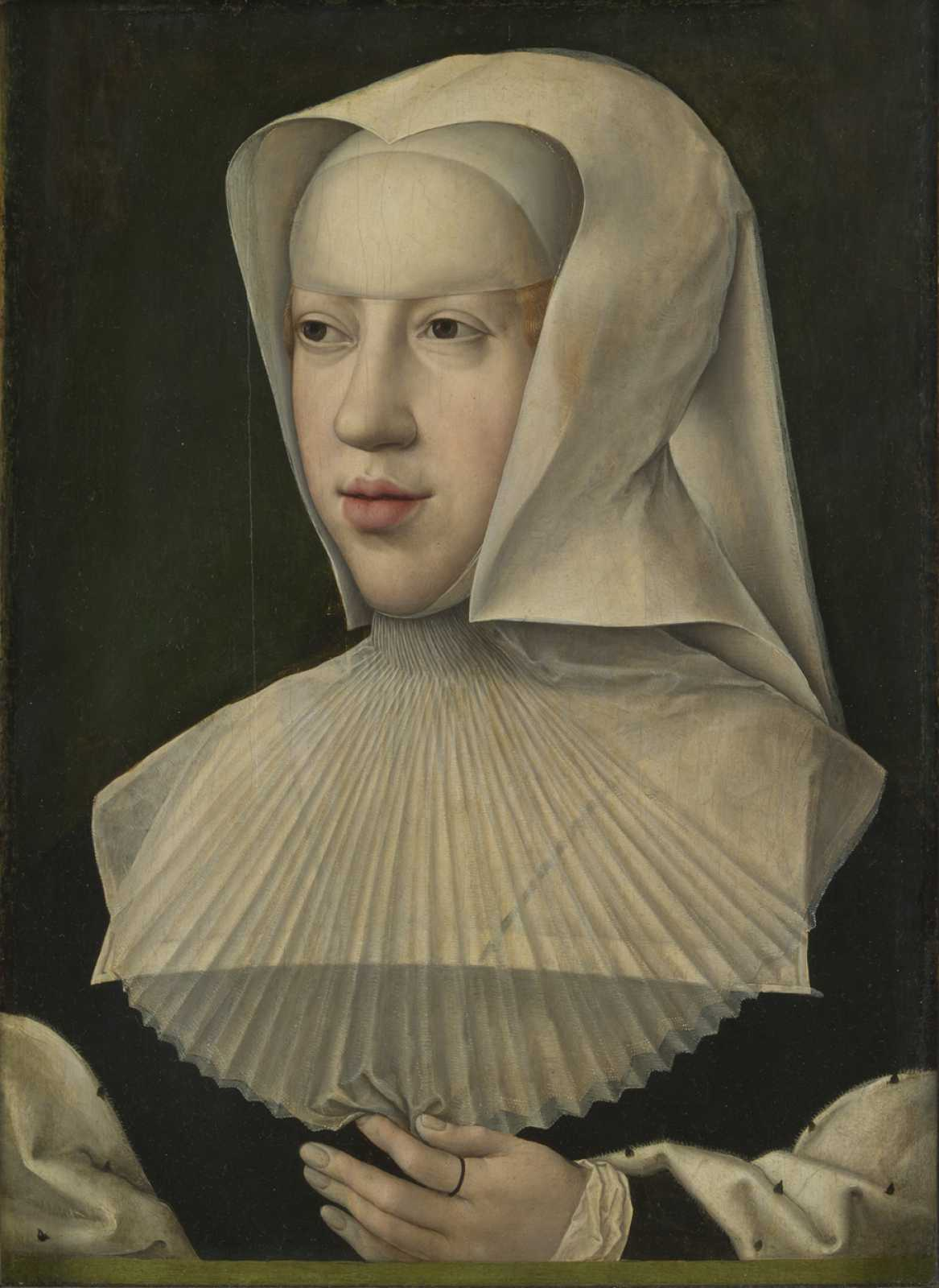
Marguerite portant le deuil – Bernard van Orley
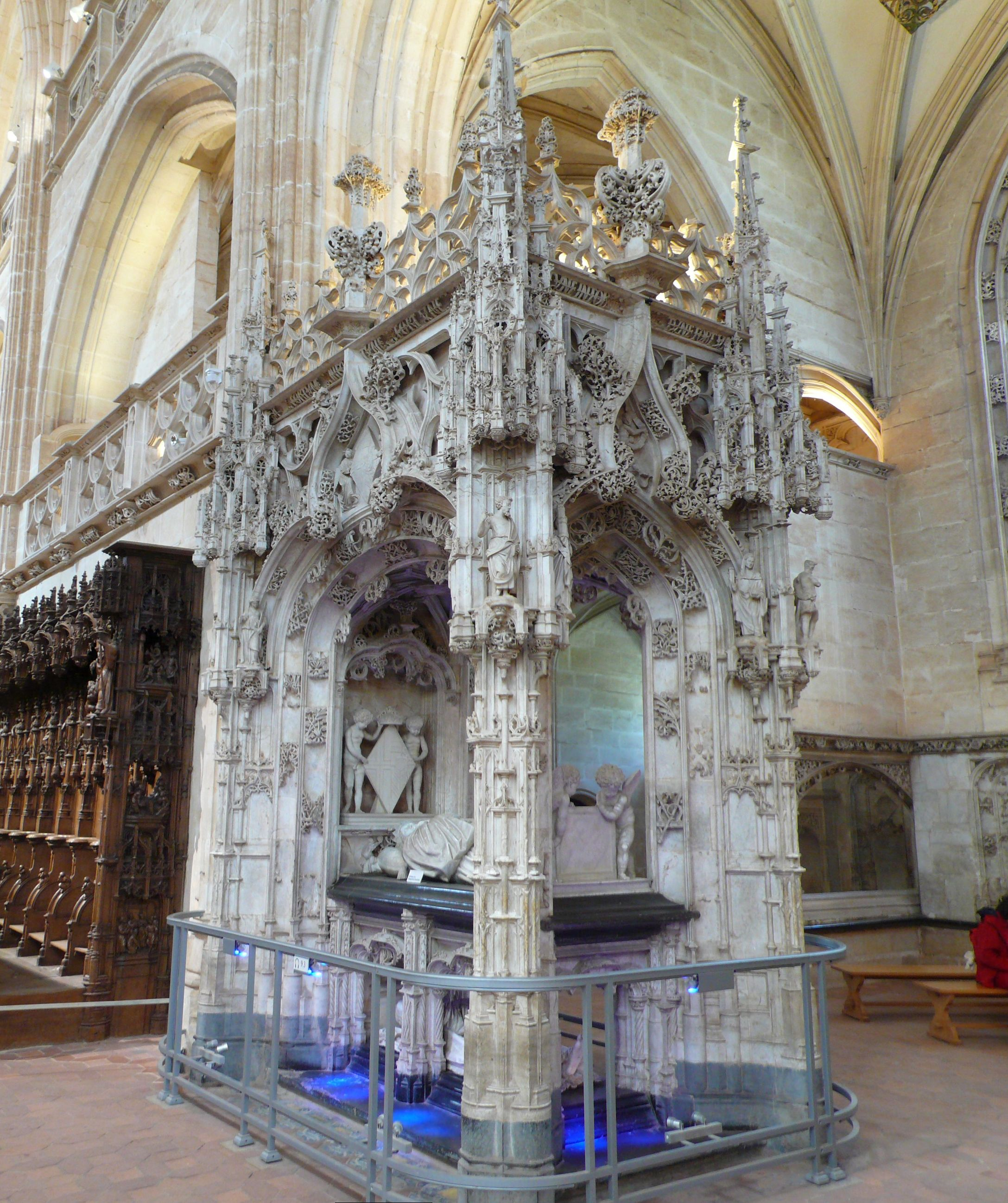
Le tombeau de Marguerite d'Autriche, dans l'église de Brou.
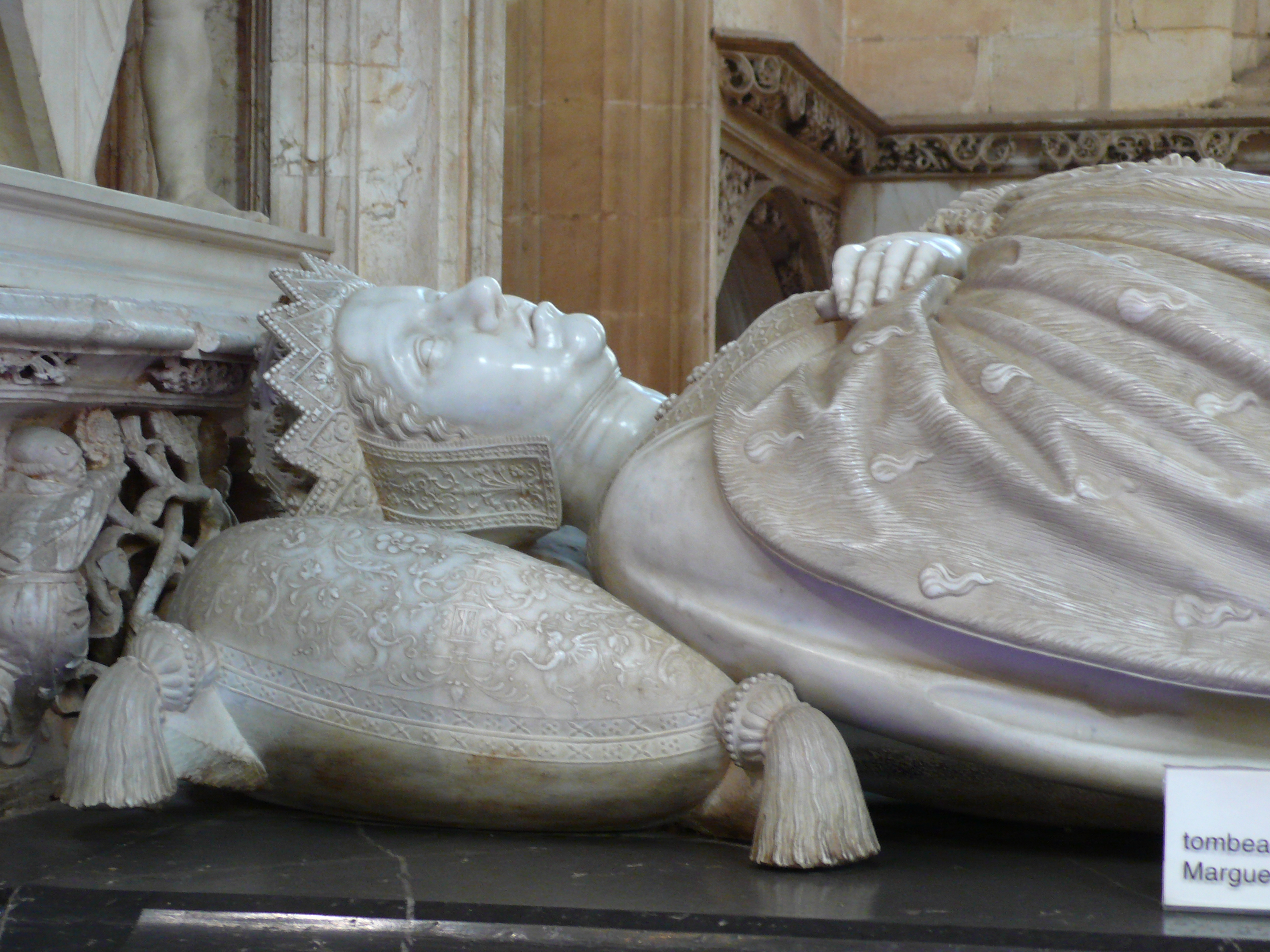
Gisant de Marguerite à Brou.

## Marguerite d'Autriche dans la culture populaire
- Le personnage de Marguerite d'Autriche est interprété en 2012 par Úrsula Corberó dans la série Isabel « Personaje Margarita de Austria », RTVE (consulté le 2 mars 2016).
- Dans son roman Plus ultra (1950), Gertrud von Le Fort évoque les dernières années de Marguerite comme gouverneur des Pays-Bas.